# Iphigenia boinensis
Iphigenia boinensis är en tidlöseväxtart som beskrevs av Joseph Marie Henry Alfred Perrier de la Bâthie. Iphigenia boinensis ingår i släktet Iphigenia och familjen tidlöseväxter. Inga underarter finns listade i Catalogue of Life.